# Journal of an Expedition into the Interior of Tropical Australia
Journal of an Expedition into the Interior of Tropical Australia (abreviado J. Exped. Trop. Australia) es un libro ilustrado con descripciones botánicas que fue editada por  Thomas Livingstone Mitchell. Fue publicado en el año 1848, con el nombre de Journal of an Expedition into the interior of Tropical Australia in search of a route from Sydney to the Gulf of Carpentaria. London.